# Баллинод

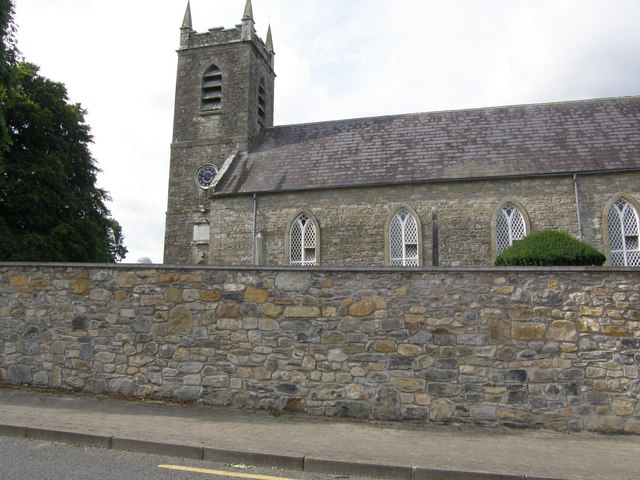
Церковь Ирландии

Баллинод (англ. Ballinode; ирл. Béal Átha an Fhóid) — деревня в Ирландии, находится в графстве Монахан (провинция Ольстер).